# 雉子牟田直子
雉子牟田 直子（きじむた なおこ、1972年3月26日 - ）は、神奈川県海老名市出身の元女子プロテニス選手。姉の雉子牟田明子も著名な元女子プロテニス選手であった。姉の明子は、1983年に15歳4ヶ月で全日本テニス選手権の女子シングルス最年少優勝記録を樹立した早熟選手で、年代的には井上悦子の後に続き、主に1980年代後半に活躍した。妹の直子はその後、伊達公子の刺激で日本女子テニス界が最盛期を迎えた時期に活躍した人である。自己最高ランキングはシングルス44位、ダブルス18位。WTAツアーでシングルス優勝はないが、ダブルスで5勝を挙げた。姉と同じ旭硝子に所属した。
直子は専修大学を1年で中退し、1992年に20歳でプロ入りした。早熟選手だった姉の明子に比べると、妹はプロとしてのスタートは遅い。1995年の全米オープンで、初めて4大大会の1回戦を突破する。この大会では日本人女子選手8人がシングルスの本戦に直接出場を果たし、日本女子テニス界の全盛期を印象づけた。翌1996年の全米オープンで3回戦に進出したが、当時15歳のマルチナ・ヒンギス(スイス)に2-6, 2-6で完敗した。1997年はウィンブルドン2回戦で第16シード、当時シングルス16位のバルバラ・パウルスと対戦。5-7, 6-3, 6-3のフルセットで勝利する番狂わせを起こし、ヤユク・バスキ(インドネシア)との3回戦まで進出した。ダブルスでは1997年と1998年の2年連続で、宮城ナナとペアを組んで全豪オープン女子ダブルスのベスト8に進出した。1998年の全豪女子ダブルスでは、3回戦でビーナスとセリーナのウィリアムズ姉妹組に勝ったが、続く準々決勝で第1シードのリンゼイ・ダベンポート(アメリカ)＆ナターシャ・ズベレワ(ベラルーシ)組1-6, 0-6のストレートで完敗している。
しかし1998年に入ると、雉子牟田は腰痛と右肩の痛みに悩むようになる。この年はその怪我もあり特にシングルスで結果が残せず、ツアー開幕戦となった全豪オープンから6連敗を喫した。その後も低調な成績が続き、同年9月に東京・有明コロシアムで開かれた「トヨタ・プリンセス・カップ」参戦時点でシングルスランクが年初の72位から290位にまで下降していた。この大会の予選を勝ち上がって臨んだ1回戦で、アンケ・フーバー(ドイツ)に3-6, 6-3, 0-6で敗れたのが現役最後の試合になった。この大会では沢松奈生子も現役を引退している。年末の12月に、雉子牟田直子は正式に現役引退を表明した。この年は4月に遠藤愛、8月末に長塚京子がそれぞれ引退を表明し、伊達と同世代の選手たちが次々にテニスコートから姿を消してゆく。伊達の刺激で盛り上がった日本女子テニスのブームは、こうしてあっけない終わりを迎えることになった。引退後はミズノでアドバイザリー・プロスタッフの肩書きで指導等に当たっている。また引退後に結婚し「万波直子」となったが、仕事では依然雉子牟田姓で通している。